# France Télécom

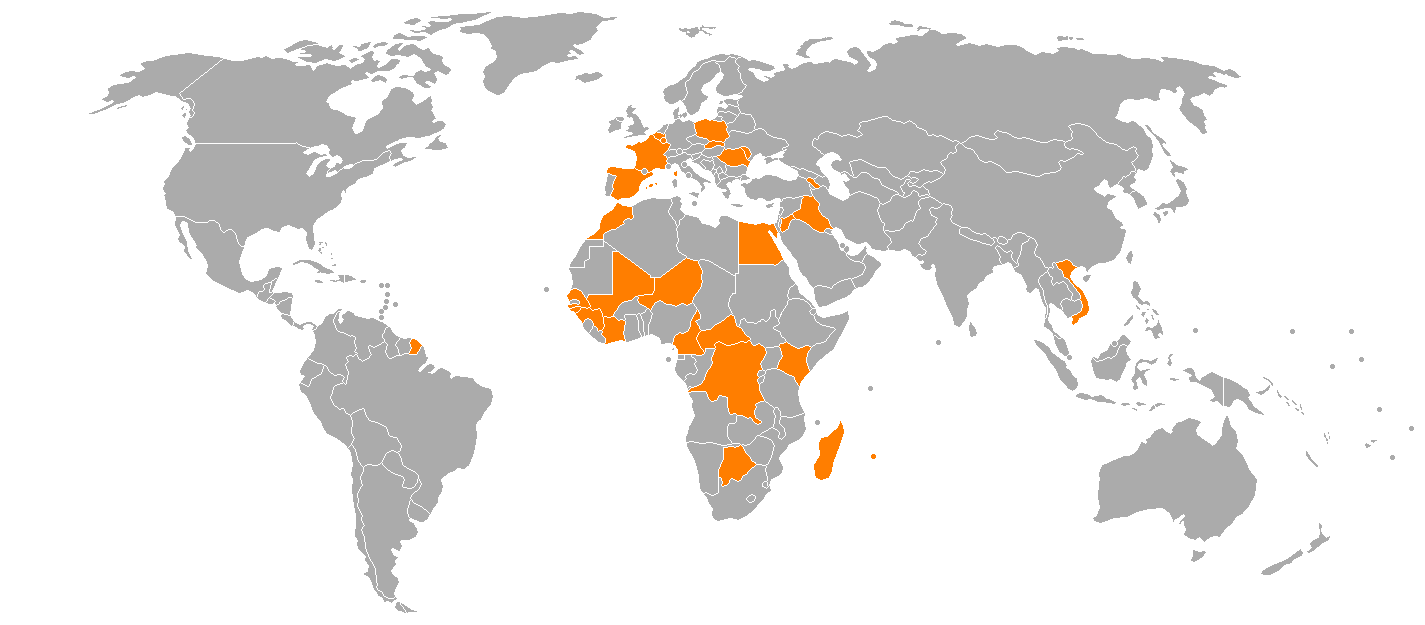
Locații France Telecom la nivel mondial (activități de telefon).

France Télécom este una dintre cele mai mari companii de telecomunicații din lume, având peste 190.000 de angajați și aproximativ 159 de milioane de clienți în toată lumea. 
Compania generează aproximativ jumătate din vânzările sale în Franța.
Compania deține operatorul de telefonie mobilă Orange România, care este filiala românească a operatorului global de telefonie mobilă Orange SA, divizia de telecomunicații mobile a France Telecom.
La sfârșitul anului 2010, compania avea 209,6 milioane de clienți.

## Achiziții
Pe 28 mai 2012, France Telecom a achiziționat 94% din compania egipteană de telefonie mobilă Mobinil printr-o ofertă prietenoasă de preluare, valoarea totală a tranzacției ajungând la 3,15 miliarde de dolari.

## Controverse
În iunie 2011, autoritățile antitrust din Uniunea Europeană au amendat TPSA, cel mai mare operator telecom din Polonia, deținut de grupul France Telecom, cu 127 de milioane de euro, pentru blocarea accesului rivalilor la propria rețea.
În perioada 2008-2009, restructurările de la France Télécom au fost urmate de un val de sinucideri.
Peste 30 de angajați și-au pus atunci capăt zilelor.

## Rezultate financiare
Cifra de afaceri:
- 2010: 45,5 miliarde euro[3]
- 2008: 53,5 miliarde euro[7] - creștere cu 2,9% față de 2007.

Profit net în 2010: 4,8 miliarde euro